# Liste der Biografien/Schneider, P
Liste der Biografien |
Portal Biografien |
P Personensuche
# |
A |
B |
C |
D |
E |
F |
G |
H |
I |
J |
K |
L |
M |
N |
O |
P |
Q |
R |
S |
T |
U |
V |
W |
X |
Y |
Z |
?
 
Sa |
Sb |
Sc |
Sd |
Se |
Sf |
Sg |
Sh |
Si |
Sj |
Sk |
Sl |
Sm |
Sn |
So |
Sp |
Sq |
Sr |
Ss |
St |
Su |
Sv |
Sw |
Sy |
Sz
 
Sca–Sce |
Sch |
Sci–Scz
 
Scha |
Schc |
Schd |
Sche |
Schg |
Schi |
Schj |
Schk |
Schl |
Schm |
Schn |
Scho |
Schp |
Schr |
Schs |
Scht |
Schu |
Schv |
Schw |
Schy
 
Schna |
Schne |
Schni |
Schno |
Schnu |
Schny
 
Schneb |
Schnec |
Schned |
Schnee |
Schneg |
Schneh |
Schnei |
Schnek |
Schnel |
Schnep |
Schner |
Schnet |
Schneu |
Schnew |
Schney |
Schnez
 
Schneib |
Schneic |
Schneid |
Schneie |
Schneik |
Schneis |
Schneit
 
Schneida |
Schneide |
Schneidh |
Schneidl |
Schneidm |
Schneidr |
Schneidt
 
Schneidem |
Schneiden |
Schneider |
Schneidew
 
Schneider, A |
Schneider, B |
Schneider, C |
Schneider, D |
Schneider, E |
Schneider, F |
Schneider, G |
Schneider, H |
Schneider, I |
Schneider, J |
Schneider, K |
Schneider, L |
Schneider, M |
Schneider, N |
Schneider, O |
Schneider, P |
Schneider, R |
Schneider, S |
Schneider, T |
Schneider, U |
Schneider, V |
Schneider, W |
Schneider, Y |
Schneiderb |
Schneidere |
Schneiderf |
Schneiderh |
Schneiderl |
Schneiderm |
Schneidero |
Schneiders |
Schneiderw
Die Liste der Biografien führt alle Personen auf, die in der deutschsprachigen Wikipedia einen Artikel haben. Dieses ist eine Teilliste mit 44 Einträgen von Personen, deren Namen mit den Buchstaben „Schneider, P“ beginnt.

## Schneider, P

### Schneider, Pa
- Schneider, Patrick (* 1972), deutscher Leichtathlet
- Schneider, Patrick (* 1992), deutscher Leichtathlet
- Schneider, Paul († 1545), Görlitzer Konsul
- Schneider, Paul (* 1869), deutscher Oberstleutnant der Reichswehr
- Schneider, Paul (1872–1936), deutscher Jurist und Politiker
- Schneider, Paul (* 1884), deutscher Maler und Graphiker, Hofmaler des Kaisers Wilhelm II.
- Schneider, Paul (1892–1975), deutscher Holzschnitzer
- Schneider, Paul (1892–1974), deutscher Politiker (NSDAP)
- Schneider, Paul (1897–1939), deutscher evangelischer PfarrerPaul Schneider (1897–1939)

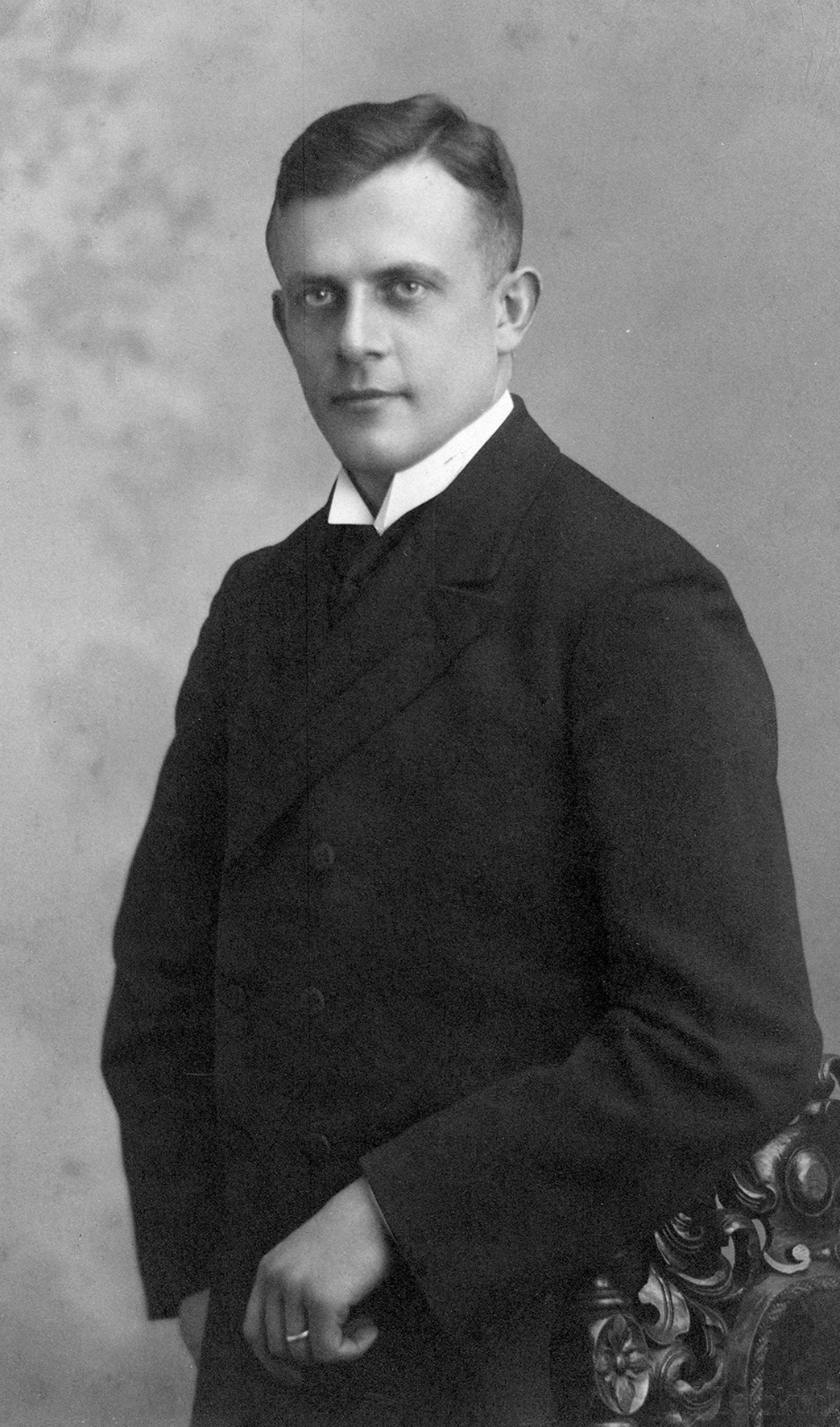
Paul Schneider (1897–1939)

- Schneider, Paul (1920–2002), deutscher Organist und Hochschulprofessor
- Schneider, Paul (1927–2021), deutscher Bildhauer
- Schneider, Paul (* 1976), US-amerikanischer Schauspieler
- Schneider, Paul, US-amerikanischer Regisseur, Filmproduzent und Hochschullehrer
- Schneider, Paula (* 1976), deutsche Schriftstellerin und Hörfunkautorin

### Schneider, Pe
- Schneider, Peter (* 1803), nassauischer Politiker
- Schneider, Peter (1882–1958), deutscher Heimatforscher und Gymnasiallehrer
- Schneider, Peter (1909–1984), deutscher Politiker (SPD) und Widerstandskämpfer
- Schneider, Peter (1919–1965), österreichischer Bildhauer
- Schneider, Peter (1920–2002), Schweizer Rechtswissenschaftler und Professor in Mainz
- Schneider, Peter (1925–2004), deutscher evangelischer Missionar, Gründer eines Missionswerks und Geschäftsführer der Deutschen Evangelischen Allianz
- Schneider, Peter (* 1939), österreichischer Dirigent
- Schneider, Peter (* 1940), deutscher Schriftsteller
- Schneider, Peter (* 1943), deutscher Fußballspieler
- Schneider, Peter (* 1947), deutscher Jiu-Jitsuka und Sportfunktionär
- Schneider, Peter (* 1953), deutscher Mathematiker
- Schneider, Peter (* 1957), Schweizer Psychoanalytiker und SchriftstellerPeter Schneider (* 1957)

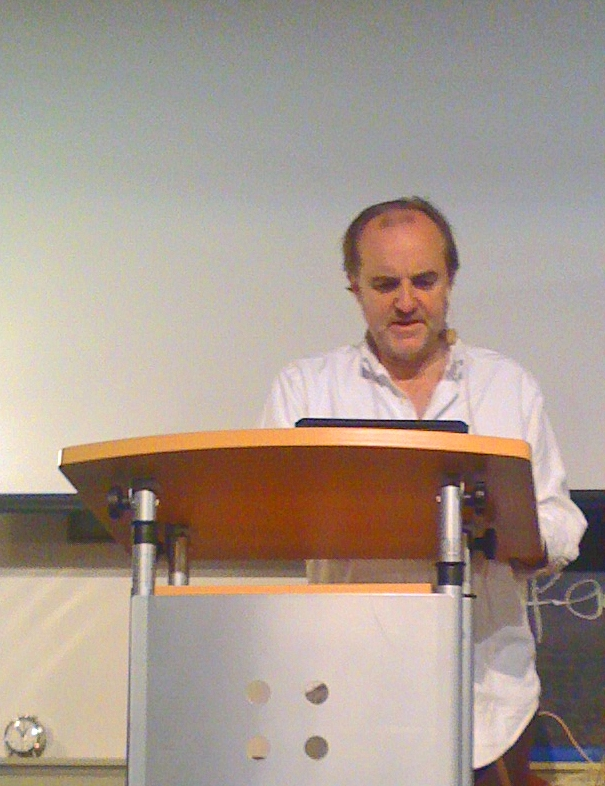
Peter Schneider (* 1957)

- Schneider, Peter (* 1958), deutscher Politiker (CDU), MdL
- Schneider, Peter (* 1958), deutscher Astrophysiker, Astronom und Hochschullehrer
- Schneider, Peter (* 1961), deutscher Politiker (AUF), Vorsitzender der AUF-Partei
- Schneider, Peter (* 1964), deutscher Schwimmsportler
- Schneider, Peter (* 1975), deutscher Schauspieler und Musiker
- Schneider, Peter (* 1991), österreichischer Eishockeyspieler
- Schneider, Peter F. (1942–1999), deutscher Fotograf, Regisseur, Produzent und Filmemacher
- Schneider, Peter Friedrich (1901–1981), deutscher Architekt
- Schneider, Peter Joseph (1791–1871), badischer Arzt, Musikwissenschaftler und Philosoph
- Schneider, Peter M. (* 1936), deutscher Opernsänger, Schriftsteller und Impresario
- Schneider, Peter M. (1955–2022), deutscher forensischer Molekulargenetiker
- Schneider, Peter-Jürgen (* 1947), deutscher Politiker (SPD), MdL
- Schneider, Petra (* 1963), deutsche Schwimmerin
- Schneider, Petra (* 1972), deutsche Politikerin (CDU), MdL

### Schneider, Ph
- Schneider, Philip (* 1981), österreichischer Volleyball-Nationalspieler
- Schneider, Philipp (1832–1897), bayerischer Abgeordneter und Landwirt
- Schneider, Philipp (1896–1954), österreichischer Rechtsmediziner und Hochschullehrer

### Schneider, Pi
- Schneider, Pippa (* 1994), deutsche Politikerin (Bündnis 90/Die Grünen)